# Turó d'en Serra (Malgrat de Mar)
El Turó d'en Serra és una muntanya de 183 metres que es troba entre els municipis de Malgrat de Mar i de Palafolls, a la comarca del Maresme.